# Município de Kingston (condado de Delaware, Ohio)
O município de Kingston (em inglês: Kingston Township) é um município localizado no condado de Delaware no estado estadounidense de Ohio. No ano de 2010 tinha uma população de 2.156 habitantes e uma densidade populacional de 34,98 pessoas por km².

## Geografia
O município de Kingston encontra-se localizado nas coordenadas 40° 19′ 11″ N, 82° 53′ 16″ O. Segundo a Departamento do Censo dos Estados Unidos, o município tem uma superfície total de 61.64 km², da qual 61,64 km² correspondem a terra firme e (0 %) 0 km² é água.

## Demografia
Segundo o censo de 2010, tinha 2.156 habitantes residindo no município de Kingston. A densidade populacional era de 34,98 hab./km². Dos 2.156 habitantes, o município de Kingston estava composto pelo 97,5 % brancos, o 0,32 % eram afroamericanos, o 0,09 % eram amerindios, o 0,79 % eram asiáticos, o 0,28 % eram de outras raças e o 1,02 % eram de uma mistura de raças. Do total da população o 1,25 % eram hispanos ou latinos de qualquer raça.